# خلي بالك من عقلك (فلم)
خلى بالك من عقلك (1985)، فيلم مصري. بطولة عادل إمام وشريهان. وموسيقى تصويرية بواسطة عمر خيرت.

## القصة
يدور الفيلم حول شاب يحضر لماجيستير في علم نفس ويعمل في ملهي ليلي كمصدر للدخل. وفي الصباح يذهب إلى التدريب العملي داخل مستشفي الأمراض العقلية كجزء من التحضير للماجستير.. إلى أن يقابل فتاه داخل المشفي لا تبدو عليها إمارات الجنون فينجذب إليها وبعد أن يعرف أنها مريضه نفسياً يتعاطف معها ويدافع عنها ضد جلسات الكهرباء التي تتلقاها كمهدئ! تتطور الأحداث إلى أن يتزوجها بعد حاله من التحسن في حالتها نتيجة اهتمامه بها رغم معارضة الجميع من حوله فيعاني كثيراً معها بعد انتشار الخبر بأنها مريضة من مستشفى المجانين وتتابع الأحداث إلى أن ينكشف سر مرضها الحقيقي وسر زوج أمها السبب في مرضها وتخلصها من هذا المرض النفسي نهائياً.

## روابط خارجية
- مقالات تستعمل روابط فنية بلا صلة مع ويكي بيانات